# Roi d'Irlande
L'appellation roi d'Irlande (en irlandais « Ri na hÉireann ») a été utilisée pendant trois périodes distinctes de l'histoire de l'Irlande.
Pendant les siècles qui précédèrent 1169, l'Irlande était vraisemblablement en train de devenir un royaume régi par un haut-roi d'Irlande. À la suite de l'incursion cambro-normande de 1169 en Irlande, Henri II d'Angleterre et ses successeurs devinrent « seigneurs d'Irlande ». Le traité de Windsor de 1175 reconnut comme souverain de toute l'Irlande qui n'était pas sous l'autorité normande le dernier roi autochtone, mais les incursions cambro-normandes, qui continuèrent, affaiblirent son autorité, et après son abdication, ce titre tomba en désuétude.
Après s'être déclaré chef suprême de l'Église d'Angleterre, Henri VIII demanda et obtint du Parlement d'Irlande en 1541 le texte de loi l'instituant roi d'Irlande et chef de l'Église d'Irlande à compter de 1542. Or, l'Irlande était antérieurement une possession féodale de la papauté. En 1155, par la bulle Laudabiliter, le pape Adrien IV avait accordé au souverain d'Angleterre Henri II le droit de régir ce pays au titre de « seigneur d'Irlande ». En s'arrogeant le titre de roi d'Irlande, après son excommunication en 1533 pour son refus de reconnaître dorénavant l'autorité spirituelle du pape, le roi anglais Henri VIII éliminait de fait la souveraineté papale sur ce territoire. En réponse, le pape Paul IV publia, le 7 juin 1555, une bulle accordant le titre de roi d'Irlande à Philippe II d'Espagne. Mais à cause de l'échec de l'Invincible Armada, Philippe II ne put prendre pied en Irlande, et les efforts conjugués des Espagnols et des Irlandais gaéliques pour faire reculer la domination anglaise sur l'Irlande furent anéantis à la bataille de Kinsale en 1601.
Le titre de « roi d'Irlande » fut alors utilisé jusqu'au 1er janvier 1801, date d'application du second Acte d'Union, qui fusionnait le royaume d'Irlande et le royaume de Grande-Bretagne pour créer le Royaume-Uni de Grande-Bretagne et d'Irlande.
Après la création en 1922 de l'État libre d'Irlande comme dominion indépendant au sein de l'Empire britannique, le roi continua à être le monarque britannique mais au titre d'une couronne séparée. Toutefois, George V continua à régner sur l'Irlande du Nord en tant que roi du Royaume-Uni. Dans l'État libre, en 1927, le vieux titre anglo-irlandais de « roi d'Irlande » fut repris pour souligner le statut de l'État libre comme monarchie distincte. 
En 1949, l'Irlande, hormis l'Irlande du Nord, coupa le dernier lien avec le monarque en devenant une république, quittant de ce fait le Commonwealth et mettant un terme au titre de « roi d'Irlande ».

## Histoire

### Les rois d'Irlande jusqu'en 1607
L'Irlande gaélique compta entre cinq et neuf royaumes principaux, eux-mêmes subdivisés en des douzaines de royaumes plus petits. Les royaumes principaux étaient : Connacht, Leinster, Munster, Mide, Ulster, Ailech, Airgíalla, Osraige. Jusqu'à la fin de l'Irlande gaélique, ils ne cessèrent de fluctuer, s'agrandissant ou se rétrécissant, disparaissant entièrement ou s'unissant en de nouvelles entités.
Les noms de Connacht, d'Ulster, de Leinster et de Munster sont toujours en usage, s'appliquant maintenant à des provinces modernes de l'Irlande. Les rois des principaux royaumes d'Irlande ont été :
- Ard ri Erenn, des souverains mythiques, légendaires ou historiques jusqu'à 1198 ;
- rois de Tara, le titre le plus sacré de l'histoire irlandaise ; souvent confondu avec « haut roi » ;
- rois d'Ailech, Uí Néill du Cenél nEógain (Tír Eógain), jusqu'à la destruction d'Ailech en 1101 ;
- rois de Tir Éogain, d’un royaume qui succéda à celui d'Ailech, centré sur Dungannon et l'actuel comté de Tyrone ; dissous en 1607 ;
- rois de Tir Conaill, Uí Néill du Cenél Conaill également jusqu'en 1607 dans l'actuel comté de Donegal ;
- rois d'Airgíalla, d’une fédération de neuf royaumes au centre de l'Ulster ;
- rois de Breifne, d’un royaume, expansion du Connacht, séparant l'Ulster et le Leinster ;
- rois de Connacht, d’un territoire occupant l'Ouest du fleuve Shannon hormis Thomond ; son dernier roi fut intronisé en 1643, et sa dynastie, qui existe toujours, est l'une des plus anciennes d'Europe ;
- royaume de Dublin, du premier royaume d'une nouvelle époque, fondé par les Vikings, annexé par les hauts rois et détruit par les Anglo-normands ;
- royaume de Waterford, d’un autre royaume, également fondé par les Vikings ;
- rois de Leinster, son dernier roi mourut en 1632 ;
- rois d'Uí Cheinnselaigh, dynastie issue des rois de Leinster ;
- rois de Mide, d’un royaume des Uí Néill du Sud, situé au centre de l'Irlande, annexé par les Anglo-normands au XIIe siècle ; sa dynastie perdure jusqu'au XVIIe siècle ;
- rois de Brega, d’un autre royaume des Uí Néill du sud, situé à l'est du précédent ;
- rois de Moylurg, créé au Xe siècle pour un prince de Síl Muiredaig ;
- rois de Munster, d’un royaume créé par les Eóganachta au début du Ve siècle. En 1194, il fut définitivement partagé entre :
  - le royaume de Thomond des Ua Briain,
  - le royaume de Desmond des Mac Carthy ;
- rois d'Osraige, d’un État tampon entre le Munster et le Leinster, dissous dans les années 1550 ;
- rois d'Ulster, précisément à l'est de la rivière Bann ;
- rois de Dál nAraidi, d’un petit royaume situé sur la côte est de l'Ulster ;
- rois de Dál Fiatach, d’un petit royaume situé sur la côte est de l'Ulster ;
- rois de Dál Riata, le Dál Riata étant un royaume double situé en Antrim et en Argyll.

### Royaume d'Irlande de 1542 à 1801
Le titre de « roi d'Irlande » fut créé par un acte du Parlement d'Irlande en 1541, remplaçant la « seigneurie d'Irlande », qui avait existé à partir de 1171, par le royaume d'Irlande. Cet acte établissait une union personnelle entre les couronnes anglaise et irlandaise, de sorte que celui qui était roi d'Angleterre devenait également roi d'Irlande, et ainsi le premier roi en fut Henri VIII d'Angleterre.
Pendant une brève période au XVIIe siècle, lors des guerres des Trois Royaumes, depuis la mise en accusation et l'exécution de Charles Ier jusqu'à la restauration de la monarchie en Angleterre, il n'y eut de fait pas de « roi d'Irlande », bien que le titre existât toujours. Après la rébellion irlandaise de 1641, les Irlandais catholiques, organisés en Confédération irlandaise, reconnaissaient Charles Ier et, plus tard, Charles II comme monarques légitimes, en opposition avec les affirmations du Parlement anglais, et ils signèrent un traité avec Charles Ier. Pourtant, en 1649, l'Angleterre devint une république, ou un « Commonwealth », quand le Parlement croupion, victorieux dans les guerres civiles anglaises, exécuta Charles Ier. Le général parlementaire, Oliver Cromwell, traversa la mer d'Irlande pour écraser toute tentative de rétablissement de la monarchie, et réunit temporairement, mais illégalement, l'Angleterre, l'Écosse et l'Irlande sous un même gouvernement, en se faisant appeler « Seigneur Protector » des trois royaumes (voir aussi la Conquête cromwellienne de l'Irlande). Après la mort de Cromwell en 1658, son fils Richard apparut comme le chef de cette république pan-britannique, mais il ne fut pas capable de la maintenir. Le Parlement à Londres vota la restauration de la monarchie, et Charles II put rentrer de son exil en France en 1660, pour devenir roi d'Angleterre, d'Écosse et d'Irlande.
Quand le premier Acte d'Union prit effet en 1707, réunissant l'Angleterre et l'Écosse en un royaume de Grande-Bretagne semi-fédéral, l'union personnelle entre les couronnes irlandaise, écossaise et anglaise devint une union personnelle entre les couronnes irlandaise et britannique. Le royaume d'Irlande fut ensuite uni à la Grande-Bretagne le 1er janvier 1801, quand le second Acte d'Union prit effet, créant le Royaume-Uni de Grande-Bretagne et d'Irlande, qui devint à partir de 1922, le Royaume-Uni.

### État libre d'Irlande (1927-1936/1949)
Vingt-six des trente-deux comtés de l'Irlande quittèrent le Royaume-Uni en 1922, les six restants choisissant de demeurer britanniques, et formèrent un dominion indépendant au sein de l'Empire. En tant que dominion, l'État libre d'Irlande était une monarchie constitutionnelle, ayant à sa tête le monarque britannique. Pourtant, pendant encore 5 ans, le roi George V fut officiellement appelé « roi du Royaume-Uni », et c'est un acte du Parlement de 1927, qui ranima le titre de « roi d'Irlande », séparé de la couronne britannique. Comme avant 1801, les deux couronnes existaient dans une union personnelle.
En même temps que ce changement, l'État libre d'Irlande acquérait une plus grande autonomie à l'intérieur de l'Empire britannique. Par exemple, le cabinet britannique ne pouvait plus conseiller le roi sur des questions concernant l'État libre d'Irlande. Le roi prenait désormais conseil auprès des Premiers ministres irlandais par l'intermédiaire de son gouverneur général, ou, après 1937, du président de l'Irlande. L'État libre d'Irlande avait également obtenu un « Grand Sceau », lui permettant de signer des traités de son plein droit, et non plus par l'intermédiaire de la Grande-Bretagne.
Le dernier point — le droit des dominions britanniques de signer des traités en leur propre nom sans la supervision impériale de Londres — date de la Première Guerre mondiale grâce à l'insistance du Canada, alors un dominion, d'être représenté aux discussions du traité de Versailles et de signer ce traité sous son propre nom, tout en restant dans le contexte de l'Empire britannique. Le Canada avait déjà réussi à se réserver ce droit lors de la négociation d'un traité avec les États-Unis. L'insistance canadienne sur son droit de signer indépendamment le traité de Versailles assura ce droit à tous les autres dominions britanniques, y compris les dominions de l'après-guerre, comme l'État libre d'Irlande.

#### Ambiguïté durant la période 1936-1949
De 1936 à 1949, le rôle du roi d'Irlande dans l'État irlandais se vit grandement réduit et devint ambigu. En 1936, un amendement à la constitution de l'État libre d'Irlande élimina toutes les charges officielles du roi sauf une : selon l'Acte des Relations Extérieures datant de cette même année, le roi continuait à représenter l'État libre dans les affaires internationales. Ce rôle purement extérieur fut maintenu dans la nouvelle constitution introduite en 1937.
Le roi d'Irlande perdit toute fonction avec le vote de l'Acte de la république d'Irlande, qui entra en vigueur en avril 1949. Ainsi que son nom l'indique, cet Acte déclare que l'État libre est une république. L'Acte de la Couronne d'Irlande fut finalement abrogé dans la république d'Irlande par l'Acte de Révision des Lois de 1962.
La monarchie continue en Irlande du Nord, qui fait toujours partie du Royaume-Uni. Élisabeth II, reine du Royaume-Uni de Grande-Bretagne et d'Irlande du Nord entre 1952 et 2022, compte un certain nombre de Hauts-rois d'Irlande pré-normands parmi ses ancêtres, par sa mère, la défunte Reine Mère.

## Liste des seigneurs, rois et reines d'Irlande (non-autochtones)

### 1171-1541: seigneurs d'Irlande

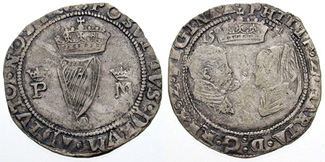
Philippe et Marie (1557).

La Seigneurie d'Irlande et le titre de  Seigneur d'Irlande furent créés pour le roi Henri II d'Angleterre en 1171. Le titre cessa d'exister en 1541, lorsque Henri VIII proclama la création du royaume d'Irlande.

#### Maison de Plantagenêt
- Prince Henri (I), seigneur d'Irlande (1171-1185) (roi d'Angleterre en tant qu'Henri II à partir de 1154, et duc de Normandie à partir de 1150). Intervient en personne en Irlande en 1171-1172.
- Prince Jean (1185-1216)  (en Angleterre, roi Jean, dit Jean Sans Terre; duc de Normandie). Reçoit en 1177 le titre de Dominus Hiberniae et intervient en personne en Irlande en 1185 et 1210.
- Prince Henri (II) (1216-1272)  (roi d'Angleterre en tant qu'Henri III)
- Prince Édouard (I) (1272-1307)  (roi d'Angleterre en tant qu'Édouard Ier)
- Prince Édouard (II) (1307-1327)  (roi d'Angleterre en tant qu'Édouard II)
- Roi Édouard (1315-1318) (Édouard Bruce en opposition à Édouard II)
- Prince Édouard (III) (1327-1377)  (roi d'Angleterre en tant qu'Édouard III)
- Prince Richard (I) (1377-1399)  (roi d'Angleterre en tant que Richard II). Intervient en personne en Irlande en 1394-1395 et 1399

#### Maison de Lancastre
- Prince Henri (III) (1399-1413)  (roi d'Angleterre en tant qu'Henri IV)
- Prince Henri (IV) (1413-1422)  (roi d'Angleterre en tant qu'Henri V)
- Prince Henri (V) (1422-1461 et 1470-1471)   (roi d'Angleterre en tant qu'Henri VI)

#### Maison d'York
- Prince Édouard (IV) (1461-1470 et 1471-1483)  (roi d'Angleterre en tant qu'Édouard IV)
- Prince Édouard (V) (1483)  (roi d'Angleterre en tant qu'Édouard V)
- Prince Richard (II) (1483-1485)  (roi d'Angleterre en tant que Richard III)

#### Maison Tudor
- Prince Henri (VI) (1485-1509)  (roi d'Angleterre en tant qu'Henri VII)
- Prince Henri (VII) (1509-1542) (roi d'Angleterre en tant qu'Henri VIII)

### 1541-1801: rois et reines d'Irlande

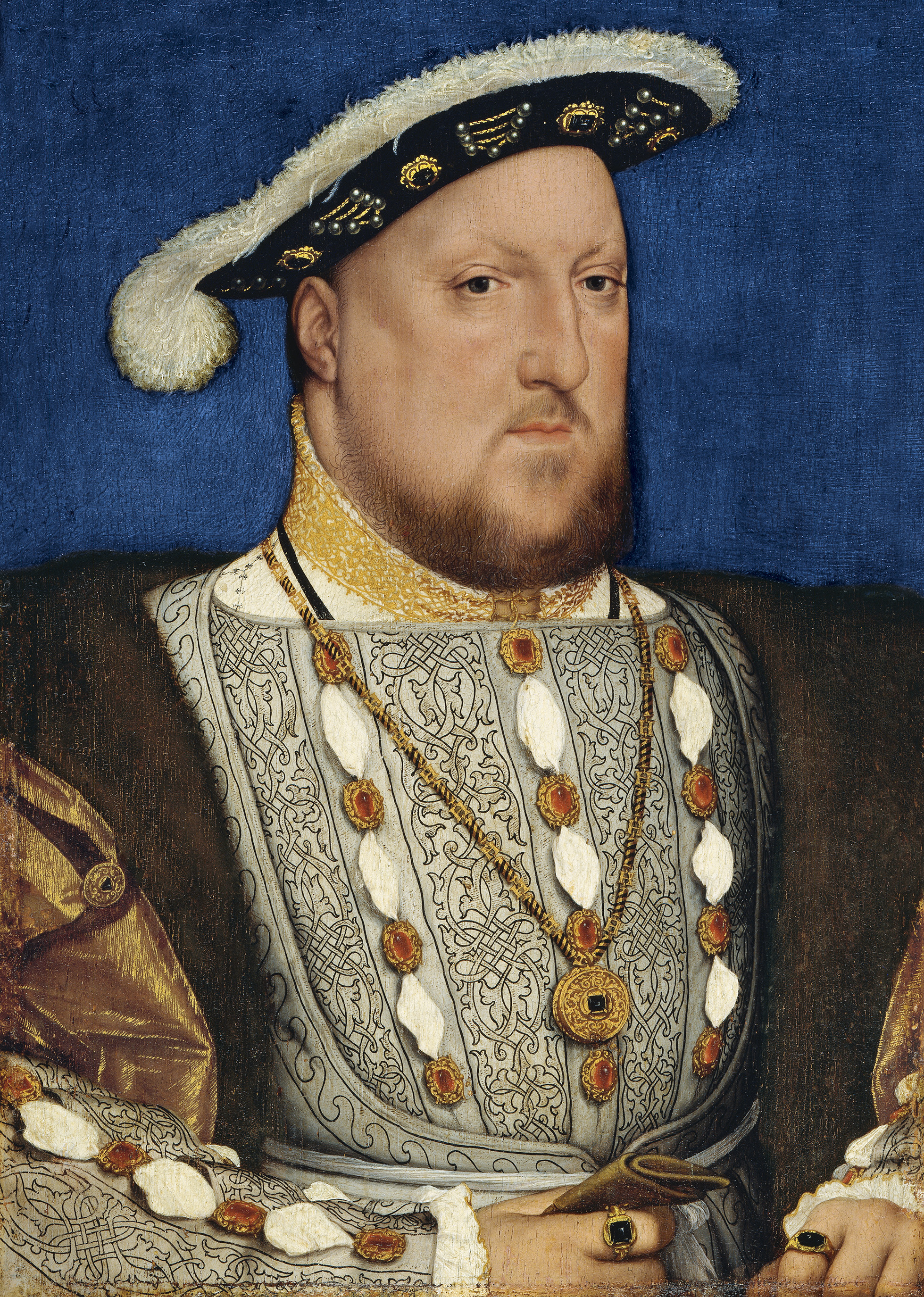
Henri VIII réclama le titre de roi d'Irlande en 1542.

#### Maison Tudor
- Henri VIII et Ier, roi d'Irlande (1542-1547) ; auparavant Prince Henri (VII), seigneur d'Irlande, 1509-1542. (Bien qu'universellement connu sous le nom d'Henri VIII, il était techniquement Henri Ier d'Irlande, étant le premier des rois anglais prénommés Henri à être roi d'Irlande. Ce même principe s'applique à ses successeurs jusqu'en 1801.)
- Édouard VI et Ier (1547-1553)  (Édouard VI d'Angleterre, Ier d'Irlande)
- Jeanne Grey, (1553)
- Marie Ire ou Marie Tudor (1553-1558)
- Élisabeth Ire (1558-1603)

#### Maison de Stuart
- Jacques VI et Ier (1603-1625)  (Jacques VI d'Écosse, Ier d'Angleterre et Irlande)
- Charles Ier (1625-1649)
- Charles II (1660-1685)
- Jacques VII et II (1685-1688)
- Guillaume III, II et Ier, prince d'Orange (1689-1702) et Marie II (1689-1694)  (Guillaume III d'Angleterre et des Pays-Bas, II d'Écosse, Ier d'Irlande ; et Marie II d'Angleterre, d'Écosse et d'Irlande).
- Anne Ire (1702-1714)

#### Maison de Hanovre
- George Ier, (1714-1727)
- George II, (1727-1760)
- George III (1760-1801)

### 1801-1927: rois et reines du Royaume-Uni

#### Maison de Hanovre
- George III (1801-1820)
- George IV (1820-1830)
- Guillaume IV (1830-1837)
- Victoria (1837-1901)

#### Maison de Saxe-Cobourg-Gothapuisde Windsor
Le nom a été changé en 1917 à cause de sentiments anti-allemands pendant la Première Guerre mondiale
- Édouard VII (1901-1910)
- George V (1910-1927), roi du Royaume-Uni de Grande-Bretagne et Irlande (et Empereur des Indes, etc.) ; par la suite roi d'Irlande, (1927-1936), et roi du Royaume-Uni de Grande-Bretagne et d'Irlande du Nord.

### 1927-1949: rois d'Irlande

#### Maison de Windsor
- George V (1927-1936)
- Édouard VIII (1936)
- George VI (1936-1949)

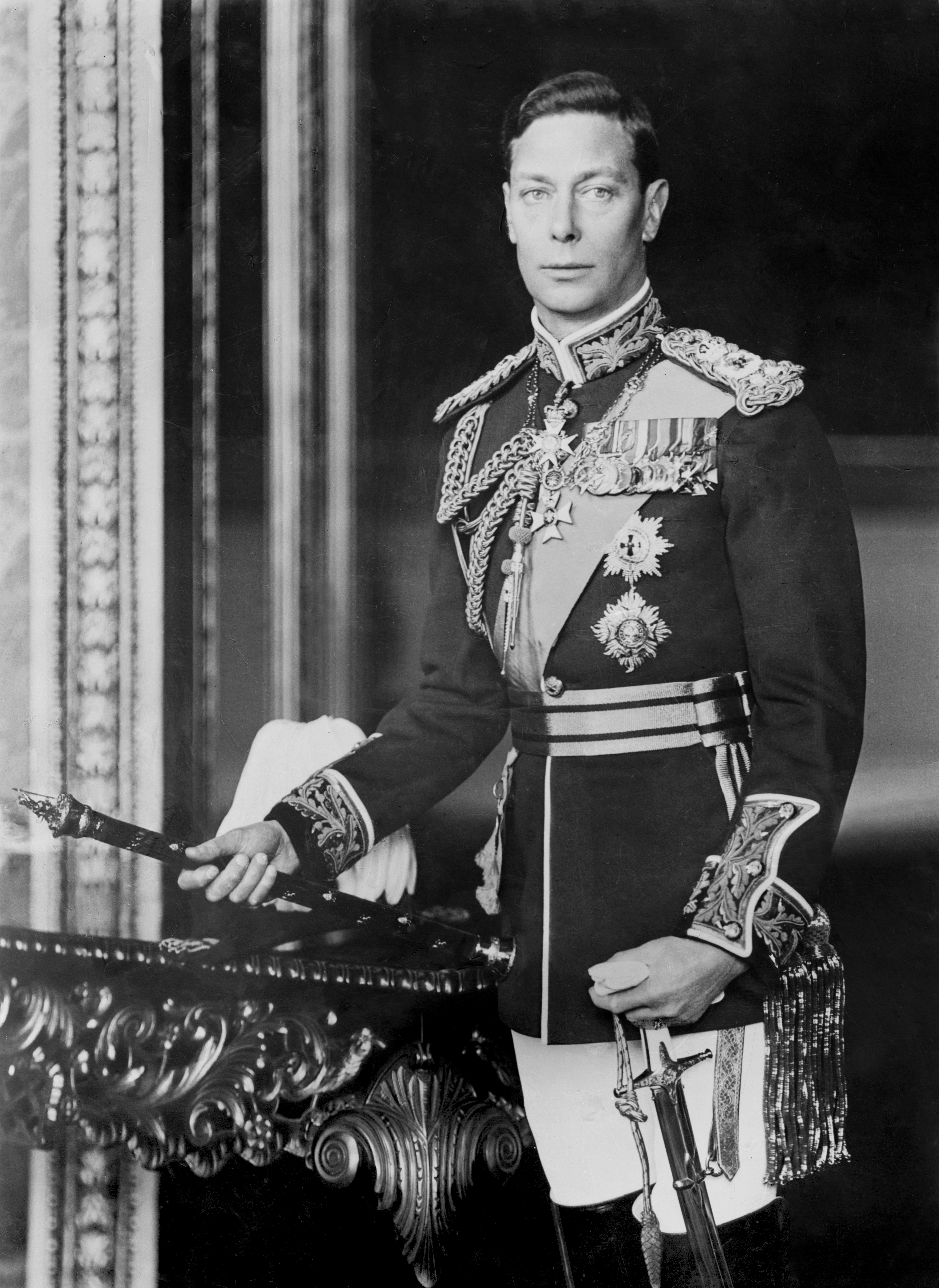
George VI, dernier roi d'Irlande.

Les rois George Ier, II et III ont régné en tant que « rois d'Irlande ». Après un changement constitutionnel, les rois George III et IV régnèrent en tant que « rois du Royaume-Uni de Grande-Bretagne et d'Irlande ». Comme les gouvernements d'Irlande et du Royaume-Uni étaient séparés depuis 1922, et que les titres royaux l'étaient depuis 1927, on aurait pu supposer que George V, appelé de nouveau « roi d'Irlande », serait numéroté IV, étant le quatrième de ce nom à être roi d'Irlande. Mais ce n'est pas la convention : les numéros de règne sont toujours pleinement cumulatifs, et ne dépendent pas de la formulation précise des titres réels, sinon George III serait soudainement devenu « George Ier du Royaume-Uni de Grande-Bretagne et d'Irlande » lors du changement constitutionnel.
Édouard VIII fut le premier monarque à accéder au trône britannique avec la désignation de l'Irlande du Nord attachée au titre. Son frère, George VI, fut le premier à être couronné ainsi, et le dernier à être couronné roi d'Irlande.
La fille de George VI, Élisabeth II, reine du Royaume-Uni de Grande-Bretagne et d'Irlande du Nord, compte parmi ses ancêtres des rois pré-normands du Munster, dans le sud-ouest de l'Irlande. Son ascendance de Brian Boru et d'autres rois irlandais autochtones lui vient de sa mère, la défunte Reine Mère.